# Dave Corzine
David John Corzine, Dave Corzine, né le 25 avril 1956 à Arlington Heights, est un joueur américain de basket-ball.

## Biographie
En 2008, Dave Corzin a intégré le staff du programme sportif de l'université De Paul (Illinois), comme Directeur des Opérations basket-ball masculin puis depuis 2009 comme Directeur des relations communautaires.